# 極樂寺車站
極樂寺車站（日语：／ Gokurakuji eki */?）是一由江之島電鐵（江之電）所經營的鐵路車站，位於日本神奈川縣鎌倉市境內，是江之島電鐵線沿線車站之一，在日間有站員駐守。江之島電鐵線的車輛調度檢修設施——極樂寺檢車區，就位在本站附近。
極樂寺車站的站名起源於入口山門離車站非常近的13世紀古剎極樂寺，除此之外以觀賞繡球花而知名的寺院成就院，也位於車站附近。
由於擁有造型非常古老的木造站房，極樂寺車站在1999年時獲選「關東車站百選」之列。

## 車站結構
側式月台1面1線的地面車站。

## 使用情況
2018年度1日平均上下車人次為1,878人。
近年1日平均上下車人次推移如下表。
| 年度               | 1日平均 上下車人次 | 1日平均 上車人次 | 來源     |
| ------------------ | ------------------ | ---------------- | -------- |
| 1995年（平成07年） |                    | 662              | [ * 1 ]  |
| 1998年（平成10年） |                    | 596              | [ * 2 ]  |
| 1999年（平成11年） |                    | 594              | [ * 3 ]  |
| 2000年（平成12年） |                    | 583              | [ * 3 ]  |
| 2001年（平成13年） |                    | 577              | [ * 4 ]  |
| 2002年（平成14年） |                    | 599              | [ * 5 ]  |
| 2003年（平成15年） |                    | 568              | [ * 6 ]  |
| 2004年（平成16年） |                    | 586              | [ * 7 ]  |
| 2005年（平成17年） |                    | 583              | [ * 8 ]  |
| 2006年（平成18年） |                    | 621              | [ * 9 ]  |
| 2007年（平成19年） |                    | 462              | [ * 10 ] |
| 2008年（平成20年） | 1,859              | 427              | [ * 11 ] |
| 2009年（平成21年） |                    | 410              | [ * 12 ] |
| 2010年（平成22年） |                    | 380              | [ * 13 ] |
| 2011年（平成23年） | 1,593              | 373              | [ * 14 ] |
| 2012年（平成24年） | 2,102              | 1,050            | [ * 15 ] |
| 2013年（平成25年） | 2,100              | 1,076            | [ * 16 ] |
| 2014年（平成26年） | 2,223              | 1,134            | [ * 17 ] |
| 2015年（平成27年） | 2,292              | 1,173            | [ * 18 ] |
| 2016年（平成28年） | 2,355              | 1,207            | [ * 19 ] |
| 2017年（平成29年） | 1,890              | 924              |          |
| 2018年（平成30年） | 1,878              |                  |          |

## 歷史
- 1904年（明治37年）4月1日 - 啟用
- 1999年（平成11年）10月14日 - 入選為關東車站百選。

## 相鄰車站
江之島電鐵
 江之島電鐵線
稻村崎（EN10）－極樂寺（EN11）－長谷（EN12）

## 外部連結
- 極樂寺站 （页面存档备份，存于） - 江之島電鐵

35°18′33.2″N 139°31′43.4″E / 35.309222°N 139.528722°E